# Yogu
Yogu（本名: 小黒 裕一郎、1978年 - ）は、日本のタイダイアーティスト、染色家。自身を視覚染色家と称しており1998年頃から活動を開始。
2000年に第68回毎日デザイン賞/奨励賞受賞し、2002年頃から活動を本格化する。
主にマンダラをモチーフとした作風でヒッピーファッション、民族ファッションなどを好む層などに支持を受けている。